# Augusta-Amélie de Bavière
Titres
Vice-reine d'Italie
14 janvier 1806 – 20 avril 1814
(8 ans, 3 mois et 6 jours)
Grand-duchesse de Francfort
26 octobre 1813 – 30 décembre 1813
(2 mois et 4 jours)
Duchesse de Leuchtenberg
14 novembre 1817 – 21 février 1824
(6 ans, 3 mois et 7 jours)
Augusta Amélie Louise de Bavière, née le 21 juin 1788 à Strasbourg et morte le 13 mai 1851 à Munich, est une princesse impériale et membre de la maison Bonaparte. Elle fut vice-reine d'Italie et puis duchesse de Leuchtenberg et princesse d'Eichstätt.
La princesse est, entre autres, la tante de l'impératrice d'Autriche « Sissi » et (par alliance) de l'empereur Napoléon III.

## Biographie
Augusta-Amélie de Bavière est la fille aînée du roi Maximilien de Deux-Ponts et de Wilhelmine de Hesse-Darmstadt. Elle perd sa mère en 1795 et son père se remarie deux ans plus tard avec Caroline de Bade, laquelle impose à la cour de son mari un sérieux que d'aucuns jugeaient bénéfique.
La même année, à la mort de son frère aîné, son père Maximilien devient duc régnant de Deux-Ponts mais ses États sont occupés par les troupes de la jeune Première République française. En 1799, à la mort de son lointain cousin Charles-Théodore, Maximilien devient comte-électeur Palatin du Rhin  et duc-électeur de Bavière sous le nom de Maximilien III.
En 1805, Augusta est fiancée à Charles de Bade, petit-fils et héritier de l'électeur Charles Ier Frédéric. Pourtant ce mariage n'a pas lieu, l'empereur des Français Napoléon Ier cherchant à s'allier les princes allemands, organise un double mariage : Eugène de Beauharnais, son fils adoptif, épouse Augusta tandis que Charles de Bade est marié à Stéphanie de Beauharnais, cousine d'Eugène, que l'empereur adopte et élève à la dignité de princesse impériale,. En « compensation » la Bavière est érigée en royaume.
Le mariage d'Augusta-Amélie de Bavière et d'Eugène a lieu les 13 et 14 janvier 1806. Napoléon Ier assiste au mariage. Le couple part pour Milan au lendemain du mariage car Eugène a été nommé par son beau-père vice-roi d'Italie. Le mariage se révèle heureux.
En 1814, l'Empire français s'effondre. Eugène, Augusta et leurs enfants se réfugient auprès du roi de Bavière. Eugène est fait duc de Leuchtenberg et prince d'Eichstätt en 1817. Il meurt prématurément en 1824.
Princesse bavaroise et catholique, la duchesse douairière de Leuchtenberg s'oppose en vain au mariage de son fils cadet Maximilien avec la fille aînée du tsar de Russie. En effet, la grande-duchesse est orthodoxe et le mariage est inégal, Maximilien n'étant pas de sang royal. À la demande du tsar, le jeune couple s'installe à Saint-Pétersbourg.
Les enfants d'Augusta et Eugène :
- Joséphine (1807-1876) épouse en 1823 Oscar Ier de Suède, elle est l'ancêtre du roi Charles XVI Gustave de Suède
- Eugénie (1808-1847) épouse en 1826 Constantin de Hohenzollern, prince souverain de Hechingen (1801-1869)
- Auguste (1810-1835) épouse en 1835 Marie II, reine de Portugal (1819-1853)
- Amélie (1812-1873) épouse en 1828 Pierre Ier, empereur du Brésil (1798-1834)
- Théodelinde (1814-1857) épouse en 1841 Frédéric de Wurtemberg, duc d'Urach (1810-1869)
- Caroline (1816-1816)
- Maximilien (1817-1852) épouse en 1839, contre la volonté de sa mère, une princesse orthodoxe, Maria Nicolaïevna de Russie (1819-1876), fille aînée du tsar Nicolas Ier et de la princesse Charlotte de Prusse, et s'établit en Russie.

Augusta meurt en 1851 à l'âge de 63 ans.

## Galerie

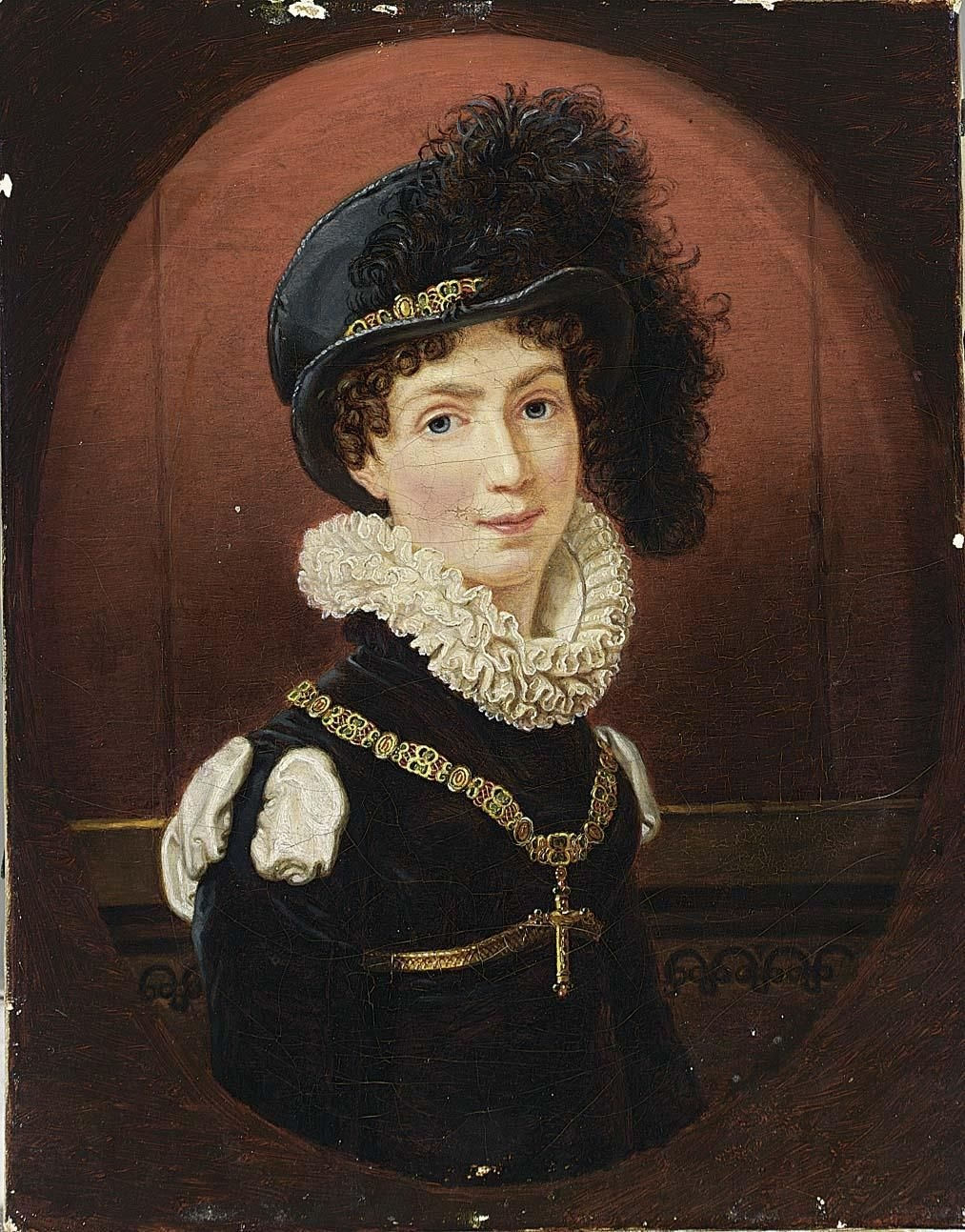
La jeune princesse vers 1816 par Joseph Karl Stieler
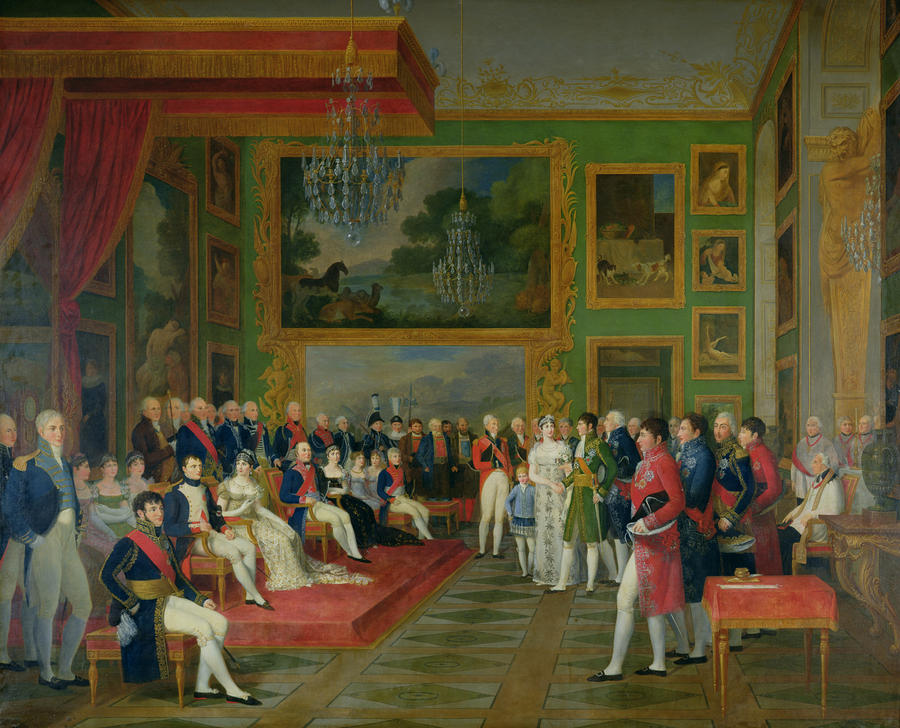
Le mariage d'Augusta avec Eugène de Beauharnais, par François Guillaume Ménageot
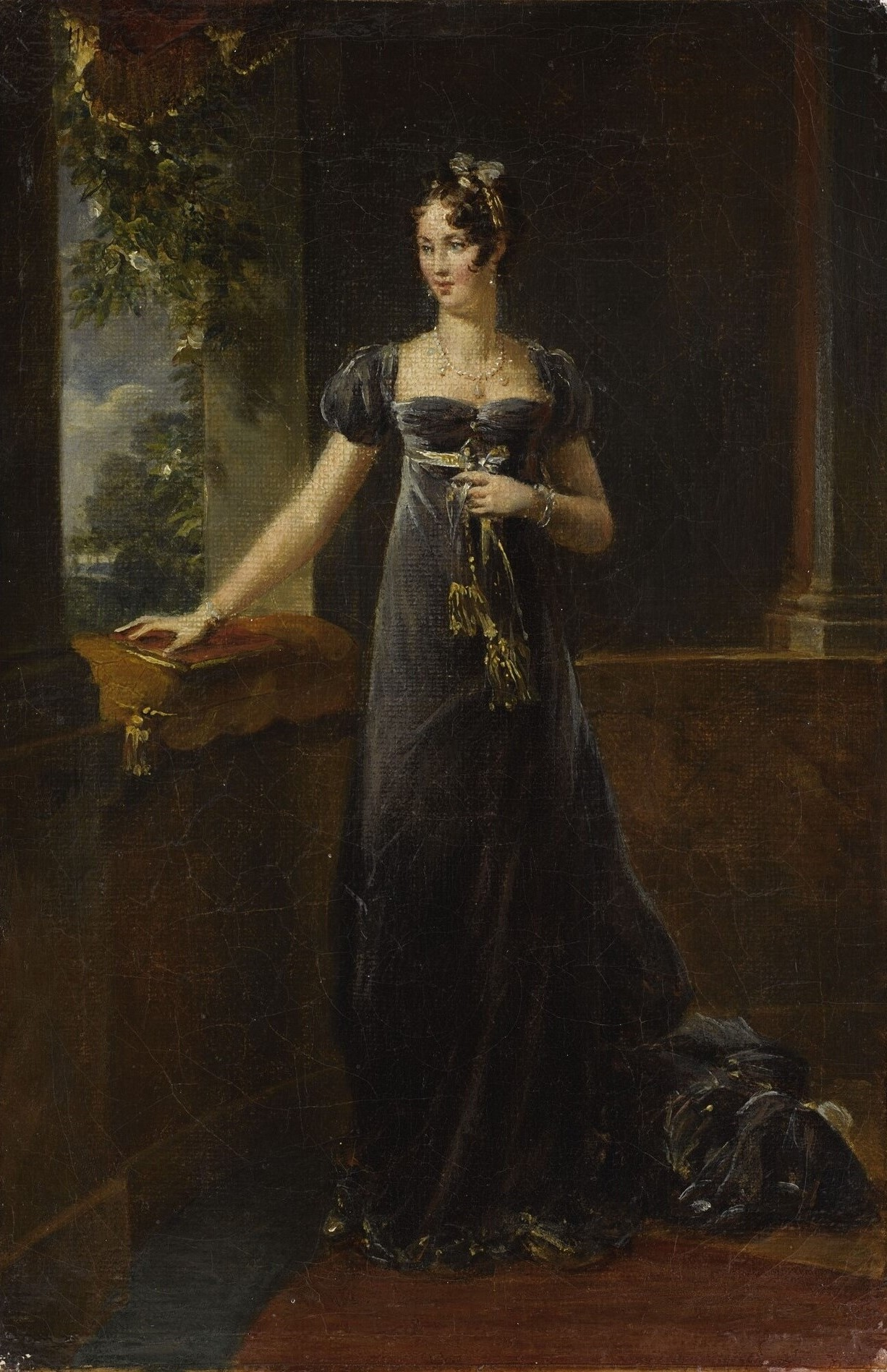
La vice-reine Auguste-Amélie d'Italie vers 1820 par Joseph Karl Stieler
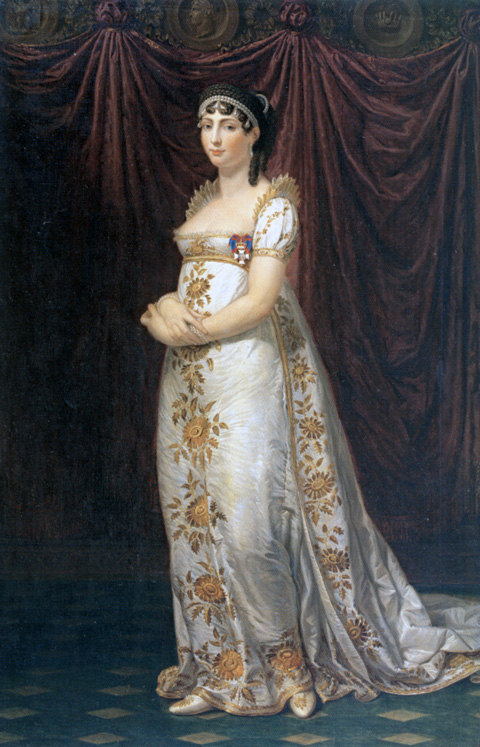
Portrait en 1807 par Andrea Appiani

## Décoration et hommage.
Elle est Dame de l'Ordre royal de Sainte-Isabelle de Portugal.
L'Augustenstraße, rue de Munich, est nommée en son honneur.